# Bite Communications
Bite  är en global PR- och kommunikationsbyrå som grundades i Storbritannien 1995.
I dag har byrån över 300 anställda fördelade på kontor i England, USA, Skottland, Kina, Singapore, Indien, Australien, Tyskland, Frankrike och Sverige. Bite ingår i kommunikationskoncernen Next Fifteen Communications Group, som är börsnoterad i Storbritannien. Fram till 2012 hette byrån Bite Communications och ändrade namn till Bite i och med en sammanslagning med Bourne, en byrå som arbetar med kreativ, digital marknadsföring. Globalt har Bite kunder som Microsoft, AMD, Sony, Dell, FedEx, Mozilla och Nokia. Det nordiska huvudkontoret ligger på Kungsgatan i Stockholm och representerar varumärken som Kaspersky Lab, Activision, Harman Kardon, CGI, Amadeus Scandinavia och BlackBerry.